# Janusz Moryś
Janusz Moryś (ur. 20 stycznia 1958 w Gdańsku) – polski lekarz, specjalista w zakresie anatomii i neurobiologii, profesor nauk medycznych, rektor Akademii Medycznej w Gdańsku i Gdańskiego Uniwersytetu Medycznego w kadencjach 2008–2012 i 2012–2016. W 2021 roku dyscyplinarnie zwolniony z funkcji Kierownika Katedry i Zakładu Anatomii i Neurobiologii, oraz dydaktyka.
Od października 2021 roku jest kierownikiem Katedry i Zakładu Anatomii Prawidłowej na Pomorskim Uniwersytecie Medycznym w Szczecinie.

## Życiorys
W 1983 ukończył studia lekarskie na Akademii Medycznej w Gdańsku. W 1985 uzyskał stopień doktora na podstawie pracy zatytułowanej Neurony blaszki rdzennej tylnej wzgórza oraz ich połączenia z okolicą wyspowo-przedmurzową. Habilitował się w 1991 w oparciu o rozprawę Organizacja połączeń przedmurzowo-korowych w świetle niektórych uszkodzeń kory mózgu u człowieka. W 1996 otrzymał tytuł profesora nauk medycznych. Od 1982 zawodowo związany z Akademią Medyczną w Gdańsku, przekształconą (w trakcie jego pierwszej kadencji rektorskiej) w Gdański Uniwersytet Medyczny. Pracował w Zakładzie Anatomii, następnie w Zakładzie Anatomii i Neurobiologii. W 1996 objął stanowisko kierownika Katedry Anatomii i Zakładu Anatomii i Neurobiologii. W 2002 powołano go na profesora zwyczajnego. W latach 1996–2002 był prodziekanem Wydziału Lekarskiego, następnie do 2008 pełnił funkcję dziekana Wydziału Lekarskiego z Oddziałem Stomatologicznym. W 2008 i w 2012 wybierano go na rektora tej uczelni.
Uzyskiwał członkostwo w licznych organizacjach branżowych, tj. Polskie Towarzystwo Anatomiczne (był wiceprezesem zarządu w latach 2007–2011), Polskie Towarzystwo Antropologiczne, Polskie Towarzystwo Neurologiczne, Polskie Towarzystwo Neurochirurgów, Polskie Towarzystwo Badań Układu Nerwowego, Komitet Neurobiologii Polskiej Akademii Nauk. Został przewodniczącym Konferencji Rektorów Akademickich Uczelni Medycznych na kadencję 2012–2016.
Odznaczony m.in. Krzyżem Kawalerskim Orderu Odrodzenia Polski (2017), Srebrnym (2001) i Złotym (2005) Krzyżem Zasługi, wyróżniony Medalem Komisji Edukacji Narodowej (2002).

## Kontrowersje
2 marca 2021 r. portal Interia.pl opublikował artykuł dotyczący zarejestrowanej po jednym z wykładów rozmowy, podczas której Moryś chwali się celowym zaniżaniem zdawalności podczas egzaminów z anatomii, które ma na celu wnoszenie przez studentów opłaty za powtarzanie przedmiotu, nazywane przez niego „funduszem Morysia”. Z tego powodu został odwołany z funkcji kierownika dydaktycznego przedmiotu anatomia na kierunku lekarskim. 19 marca opublikowany został artykuł wspominający dodatkowo m.in. o silnym stresie przeżywanym podczas zajęć, mobbingu i późniejszych problemach psychicznych u studentów profesora. 30 marca 2021 roku Gdański Uniwersytet Medyczny poinformował o odwołaniu Janusza Morysia z funkcji kierownika Katedry i Zakładu Anatomii i Neurobiologii.